# Máslak község
Máslak község (románul: Comuna Mașloc) község Temes megyében, Romániában. Központja Máslak, beosztott falvai Németremete, Temesillésd.

## Népessége
A 2011-es népszámlálás adatai alapján a község népessége 2285 fő volt.